# بشار الزعبي
بشار الزعبي المعروف بلقب أبو فادي، هو جنرال في الجيش السوري الحر، وأحد المنشقين عن الجيش العربي السوري. يشغل حاليا منصب رئيس أركان الجبهة الجنوبية التابعة للجيش السوري الحر.